# Trans'2〜僕とあたしと恋人と〜
Trans'2〜僕とあたしと恋人と〜は2005年7月8日にCatearより発売された女装シミュレーションゲーム。

## あらすじ
主人公の葉月忍は大学入学を機に親元を離れ、幼馴染みの瑞樹と2人暮らしを始めた。新居で片付けをしていた忍は、偶然開けた荷物から膨大な量の婦人服や化粧品を見つける。瑞樹は忍に自らの女装趣味を告白。忍は瑞樹に強引に仲間にと誘われ、女装の世界に足を踏み入れる。戸惑いながらも、美しく装う快感に目覚めた忍はどんどんと女装世界の深みにはまっていくのだった…。

## 登場人物
葉月 忍（はづき しのぶ）
主人公。瑞樹に誘われ、女装にはまっていく。
橘 瑞樹（たちばな みずき）
忍の幼馴染み。女の子にモテるが、実は女装趣味者。
春日 怜（かすが れい）
瑞樹の知り合いの女装趣味者。普段は気の弱いサラリーマンだが、女装すると積極的な性格になる。露出の多い服を好む。
広沢 優（ひろさわ ゆう）
モデルのバイトで出会う女性。控え目な性格。
三咲 澄乃（みさき すみの）
モデルのバイトで出会う女性。積極的な性格。
朝倉 仁（あさくら じん）
喫茶店のバイトで忍の先輩となる青年。年齢の割にオヤジくさい。
美波 香澄（みなみ かすみ）
喫茶店で働く女性。小柄。
芝浦 湊（しばうら みなと）
女装に理解を示し、自らも女装ショップのオーナーをする男性。
白木 美穂（しらき みほ）
女装ショップでスタイリストをしている女性。

## システム
洋服、下着、靴、女装グッズ、化粧品、かつらなど、約1000点のアイテムに加え、
洋服を重ねて着用できる「重ね着システム」によって、メーカー公式サイトによれば
着せ替えの最大組み合わせ数は約1800000000000000000000000000000000通り×重ね合わせ
という天文学的数字になるらしい。
また、本作の着せ替えデータは、ユーザーが自由に保存することが可能となっており、
この保存されたデータを用いて、メーカー公式サイトにおいて「女装コンテスト」なるイベントが
開催されていた。
ストーリーの分岐は、「何を着てどこに行くか?」という、着せ替えの組み合わせ「のみ」によって発生するため、選択肢が一切登場しないことも特徴的である。前作『Trans' 〜僕とあたしの境界線〜』の、「服装によるストーリー分岐」を大きく押し進めたものであるが、このために難易度は格段に上がっている。

## スタッフ
- 原画:裸月
- シナリオ:招き猫
- 音楽:羽野誠司